# Melvin Alvah Traylor, Jr.
Melvin Alvah Traylor, Jr. (* 16. Dezember 1915; † 11. Februar 2008 in Evanston, Illinois) war ein US-amerikanischer Ornithologe.

## Biografie
Melvin Alvah Traylor junior war der Sohn des Chicagoer Bankiers Melvin Alvah Traylor und dessen Frau Dorothy Y. Traylor. Während des Zweiten Weltkriegs war er als Leutnant im United States Marine Corps auf Guadalcanal stationiert, wo er im Jahre 1942 für seine Verdienste den Silver Star erhielt. Nach dem Krieg setzte Traylor seine ornithologische Arbeit für das Field Museum of Natural History in Chicago fort, die er 1937 begonnen hatte. Er unternahm Expeditionen nach Afrika (in Zusammenarbeit mit Austin Loomer Rand), nach Südamerika und nach Asien. 1960 kam er mit den Mitgliedern der World Book Encyclopedia Scientific Expedition nach Nepal. Traylor arbeitete jedoch unabhängig von der von Sir Edmund Hillary geleiteten Expedition, die das Ziel verfolgte, das Yeti-Phänomen zu untersuchen. 1956 wurde er stellvertretender Vogelkurator im Field Museum. Den Posten hatte er bis zu seinem Ruhestand in den 1980er Jahren inne. Anschließend arbeitete er als Curator emeritus für das Field Museum.
Melvin Alvah Traylor junior gehörte neben Raymond Andrew Paynter, Jr. (1925–2003), Ernst Mayr und George William Cottrell (1903–1995) zu den Autoren der Buchreihe Checklist of Birds of the World, einem Standardwerk, das zwischen 1931 und 1987 in 16 Bänden veröffentlicht wurde. Traylor beschrieb erstmals Arten wie den Tanazistensänger (Cisticola restrictus), die Kolumbien-Kreischeule (Megascops columbianus) oder die Gattung der Kleintyrannen (Zimmerius). Darüber hinaus schrieb er maßgebliche Revisionen über die Systematik der Tyrannen. 1997 wurde der Orangeaugen-Breitschnabeltyrann (Tolmomyias traylori) nach ihm benannt. 2001 wurden Traylor und Raymond Andrew Paynter, Jr. für ihr Lebenswerk mit der Elliott-Coues-Medaille der American Ornithologists’ Union ausgezeichnet.

## Werke (Auswahl)
- 1947: Subspecies of Aratinga acuticaudata. : (Fieldiana. Zoology: Volume 31, part 21; Pub. no.608)
- 1948: New Birds from Peru and Ecuador. : (Fieldiana. Zoology: Volume 31, part 24; Pub. no.619)
- 1949: Notes on Some Veracruz Birds. : (Fieldiana. Zoology: Volume 31, part 32; Pub. no.635)
- 1951: Notes on Some Peruvian Birds. : (Fieldiana. Zoology: Volume 31, part 51; Pub. no.676)
- 1952: Notes on Birds from the Marcapata Valley, Cuzco, Peru. : (Fieldiana. Zoology: Volume 34, part 3; Pub. no.691)
- 1958: Birds of Northeastern Peru. : (Fieldiana. Zoology: Volume 35, part 5; Pub. no.844)
- 1959: Three New Birds from West Africa. : (Fieldiana. Zoology: Volume 39, part 25; Pub. no.865) (with A. L. Rand)
- 1961: Notes on Nepal Birds. : (Fieldiana. Zoology: Volume 35, part 8; Pub. no.917)
- 1962: New Birds from Barotseland. : (Fieldiana. Zoology: Volume 44, part 12; Pub. no.955)
- 1964: Further Notes on Nepal Birds : [Chicago] Chicago Natural History Museum
- 1967: A Collection of Birds from Szechwan, 1967, Chicago Natural History Museum, Fieldiana: Zoology, Volume 53, Number 1 : pages 1–67 with 1 map figure.
- 1967: Collection of Birds from the Ivory Coast. : (Fieldiana. Zoology: Volume 51, part 7; Pub. no.1033)
- 1968: Distributional Notes on Nepal Birds, 1968, Chicago Natural History Museum, Fieldiana: Zoology, Volume 53, Number 3 : pages 147–203.
- 1977: A Classification of the Tyrant Flycatchers (Tyrannidae), 1977, Harvard University, Cambridge, Massachusetts, Bulletin of the Museum of Comparative Zoology, Volume 148, Number 4 : pages 129–184 with 10 figures and 4 tables.
- 1977: Ornithological Gazeteer of Ecuador (with Raymond A. Paynter)
- 1982: Notes on Tyrant Flycatchers (Aves: Tyrannidae). : (Fieldiana. New Series Zoology: Volume 13; Pub. no.1338)
- 1988: Geographic Variation and Evolution in South American Cistothorus platensis (Aves: Troglodytidae). : (Fieldiana. New Series Zoology: Volume 48; Pub. no.1392)